# ماري ويلش
ماري ويلش (بالإنجليزية: Mary Welch)‏ هي ممثلة أمريكية، ولدت في 1922 في Charleston, North Carolina ‏ في الولايات المتحدة، وتوفيت في 31 مايو 1958 بسبب اضطراب النفاس.

## وصلات خارجية
- ماري ويلش على موقع IMDb (الإنجليزية)
- ماري ويلش على موقع قاعدة بيانات برودواي على الإنترنت (الإنجليزية)
- ماري ويلش على موقع قاعدة بيانات الفيلم (الإنجليزية)